# Dwarf

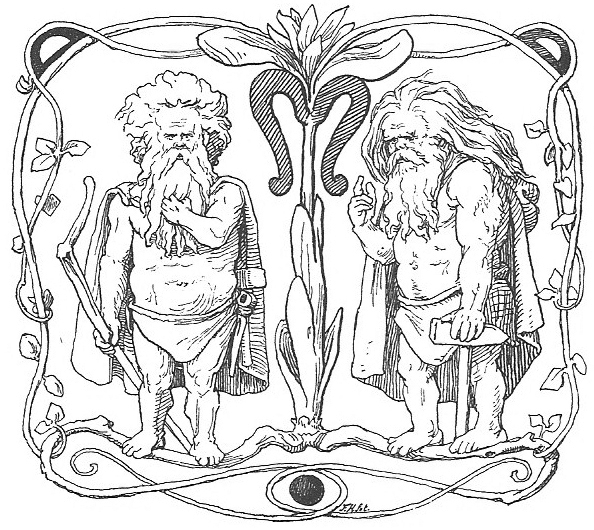
Hai dwarf được mô tả trong ấn bản thế kỷ 19 của bài thơ Poetic Edda Völuspá (Lorenz Frølich).

Dwarf (số nhiều trong tiếng Anh: Dwarves) còn gọi là người lùn là một chủng loại sinh vật siêu nhiên trong văn hóa dân gian Đức. Có nhiều sự giai thoại về dwarf trong suốt lịch sử, họ thường được miêu tả là những sinh vật giống con người nhưng rất thấp bé thường sống trên núi và là những người thợ thủ công lành nghề.
Trong các tác phẩm văn học thời kỳ đầu, chỉ có nam giới mới được gọi là dwarf. Tuy nhiên họ vẫn được mô tả là có chị và con gái, trong khi khái niệm về các dwarf nam và nữ chỉ xuất hiện trong văn học và văn hóa dân thời kỳ sau này. Dwarf tiếp tục xuất hiện trong nền văn hóa đại chúng hiện đại, chẳng hạn như trong các tác phẩm của JRR Tolkien và Terry Pratchett, loài dwarf thường có mối quan hệ gần guĩ nhưng khác biệt với loài elf.